# درجات الأسود
درجات اللون الأسود هي ألوان تختلف قليلاً عن الأسود النقي. هذه الألوان لها إضاءة منخفضة. من وجهة النظر الضوئية، فإن اللون الذي يختلف قليلاً عن الأسود له إضاءة نسبية منخفضة دائمًا. تشمل الاختلافات في اللون الأسود ما يُطلق عليه عادةً الألوان غير السوداء، والتي يمكن اعتبارها جزءًا من مخطط ألوان محايد، عادةً في التصميم الداخلي كجزء من الخلفية للألوان الأكثر إشراقًا. الألوان السوداء والرمادية الداكنة هي ألوان مميزة قوية توحي بالوزن والكرامة والشكلية والجدية.
في نظرية الألوان، الظل هو لون نقي ممزوج بالأسود. أنه يقلل خفة مع الحفاظ على ما يقرب لها اللونية. بالمعنى الدقيق للكلمة، فإن «ظل الأسود» هو دائمًا أسود خالص بحد ذاته و«خفيف من الأسود» سيكون رماديًا محايدًا. على عكس هذه، العديد من الألوان من الأسود تمتلك هوى والتلون (وتسمى أيضا تشبع).
تشمل الألوان التي تعتبر غالبًا «ظلال سوداء» العقيق ، والزيتون الأسود ، والفحم ، والنفاث ؛ هذه الألوان وأشكال أخرى من الأسود موضحة أدناه.

## أسود
Black
#000000
الأسود هو لون، وحسب نظرية تصور فإن هذا اللون ينتج عن الغياب التام للضوء دون أن يحفز أي من الألوان الثلاثة الحساسة عند الخلايا المخروطية في العين البشرية ومع درجة سطوع منخفضة جدا مقارنة مع المناطق المحيطة بها. الأسود هو أحلك لون ممكن.

## درجات اللون الأسود (الألوان غير السوداء)
الألوان مرتبة حسب قيمة (السطوع) (رمز v في كود hsv)، حيث أن الألوان الفاتحة في الأعلى والأغمق في الأسفل.

### رمادي خافت
رمادي خافت
#696969
لون الويب الرمادي الخافت هو درجة داكنة نوعا ما من اللون الرمادي.
تم استخدام اسم اللون الرمادي الخافت لأول مرة في عام 1987، عندما تمت صياغة هذا اللون كأحد الألوان في قائمة ألوان X11 التي تم تقديمها في ذلك العام. بعد اختراع شبكة الويب العالمية عام 1991، أصبحت هذه الألوان تُعرف باسم «ألوان الويب X11».

### لون خشب الأبنوس
لون خشب الأبنوس
#555D50
يمثل لون خشب الأبنوس خشب الأبنوس، وهو خشب صلب استوائي يستخدم على نطاق واسع في صناعة الأثاث الفاخر، ولا سيما للملوك الفرنسيين.
أول استخدام للأبنوس كاسم لوني باللغة الإنجليزية كان عام 1590.

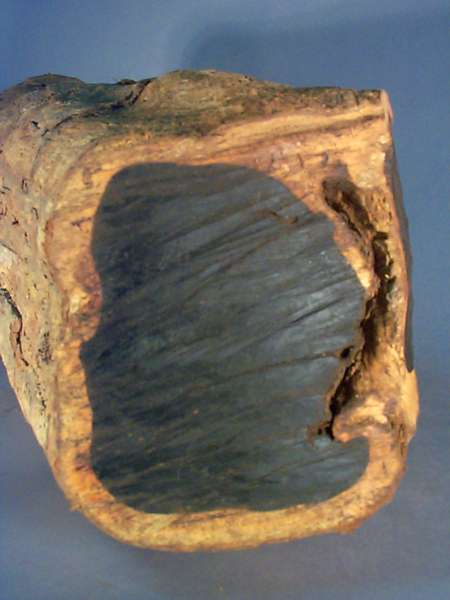
خشب الأبنوس

## روابط خارجية
- تمويه شديد السواد في أسماك أعماق البحار